# Urville-Hague
Pour les articles homonymes, voir Urville.
Pour un article plus général, voir Urville-Nacqueville.
Urville-Hague est une ancienne commune française du département de la Manche. La commune fusionne en 1964 avec Nacqueville pour former la nouvelle commune d'Urville-Nacqueville.

## Toponyme
Urville est une formation toponymique médiévale en -ville (mot issu du gallo-roman VILLA « grand domaine rural »), précédé du nom de personne vieux norrois Uro.
Le déterminatif la Hague apparait dès le XIVe siècle pour la différencier d'Urville-Bocage.

## Démographie
| 1794 | 1800 | 1806 | 1820 | 1831 | 1836 | 1841 |
| ---- | ---- | ---- | ---- | ---- | ---- | ---- |
| 440  | 375  | 472  | 503  | 483  | 442  | 416  |

| 1846 | 1851 | 1856 | 1861 | 1866 | 1872 | 1876 |
| ---- | ---- | ---- | ---- | ---- | ---- | ---- |
| 370  | 466  | 396  | 372  | 365  | 340  | 334  |

| 1881 | 1886 | 1891 | 1896 | 1901 | 1906 | 1911 |
| ---- | ---- | ---- | ---- | ---- | ---- | ---- |
| 312  | 293  | 352  | 296  | 299  | 291  | 323  |

| 1921 | 1926 | 1931 | 1936 | 1946 | 1954 | 1962 |
| ---- | ---- | ---- | ---- | ---- | ---- | ---- |
| 272  | 299  | 283  | 294  | 317  | 355  | 382  |

### Liste des maires
| Période                                                                              | Période | Identité                      | Étiquette | Qualité |
| ------------------------------------------------------------------------------------ | ------- | ----------------------------- | --------- | ------- |
| …1792                                                                                |         | Lesdos                        |           |         |
| …1794                                                                                |         | Guillaume Simon               |           |         |
| 1797                                                                                 | 1799    | Jean scelles                  |           |         |
| 1799                                                                                 | 1800    | Jean Louis Le Moigne          |           |         |
| 1800                                                                                 | 1800    | Jean Charles Lesdos           |           |         |
| 1800                                                                                 | 1803    | Jean Louis Le Moigne          |           |         |
| 1803                                                                                 | 1804    | Jacques Paris                 |           |         |
| 1804                                                                                 | 1815    | Jean Charles Lesdos           |           |         |
| 1815                                                                                 | 1830    | Charles Luc Folliot d'Urville |           |         |
| 1830                                                                                 | 1837    | Jean Charles Lesdos           |           |         |
| 1837                                                                                 | 1841    | J. L. Lemoigne-La Rivière     |           |         |
| 1841                                                                                 | 1851    | Marin Aimable Canoville       |           |         |
| 1851                                                                                 | 1851    | Philippe Lesdos-La Vallée     |           |         |
| 1852                                                                                 | 1854    | J. L. Lemoigne-La Rivière     |           |         |
| 1854                                                                                 | 1874    | Gustave Folliot d'Urville     |           |         |
| 1874                                                                                 | 1876    | G. Lemoigne-Dulongpré         |           |         |
| 1876                                                                                 | 1878    | Adolphe Lohier                |           |         |
| 1878                                                                                 | 1878    | G. Lemoigne-Dulongpré         |           |         |
| 1879                                                                                 | 1879    | Adolphe Lohier                |           |         |
| 1880                                                                                 | 1894    | Jean Lebarbenchon             |           |         |
| 1894                                                                                 | 1917    | Adolphe Lohier                |           |         |
| 1917                                                                                 | 1919    | Louis Hue                     |           |         |
| 1919                                                                                 | 1921    | Léon Langlois                 |           |         |
| 1921                                                                                 | 1926    | Louis Bienvenu                |           |         |
| 1926                                                                                 | 1935    | Léon Langlois                 |           |         |
| 1935                                                                                 | 1945    | Paul-Emile Paris              |           |         |
| 1945                                                                                 | 1959    | Marcel Bienvenu               |           |         |
| 1959                                                                                 | 1963    | Jean Moutin                   |           |         |
| Une partie des données est issue d(une liste établie par Jean Pouëssel et la mairie. |         |                               |           |         |

## Lieux et monuments

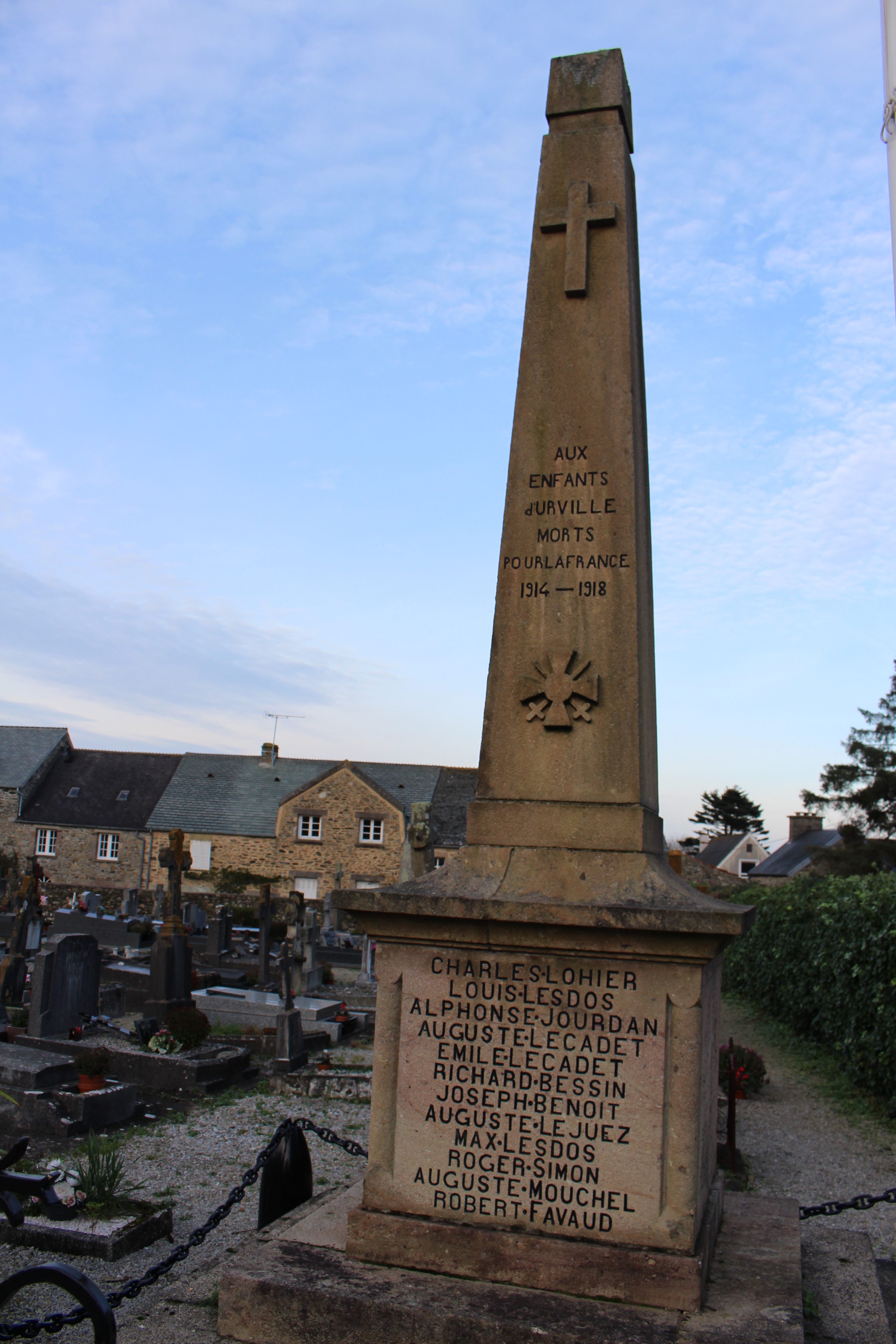
Monument aux morts.

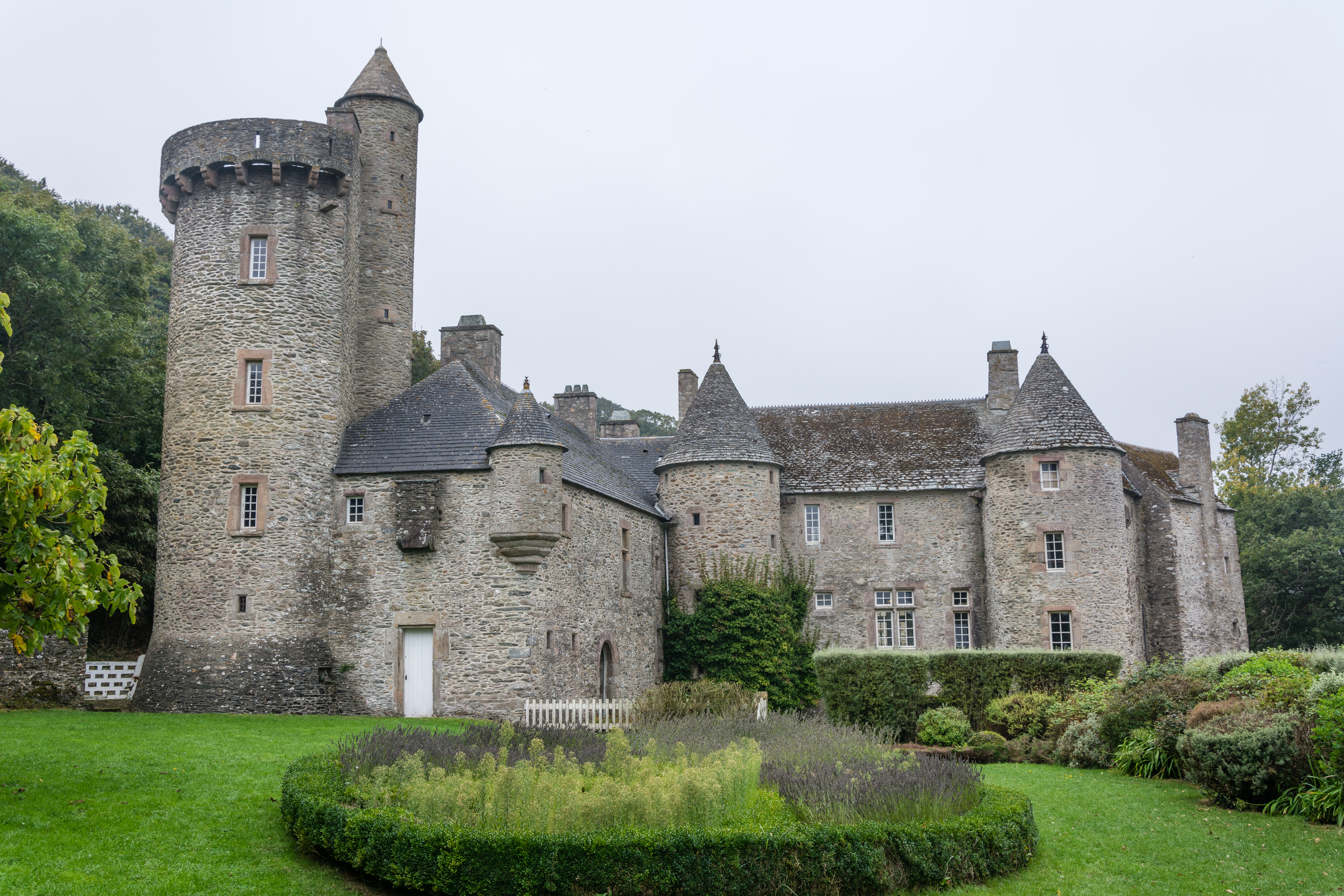
Façade du manoir de Dur-Écu.

De l'église Saint-Martin, construite en 1812, il ne subsiste que son clocher octogonal au milieu du cimetière, la nef ayant subi des bombardements en 1944 et s'étant effondrée après le passage des chars américains qui traversaient le bourg à la fin du mois de juin 1944. Au-dessus de l'entrée du clocher-porche est conservé un bas-relief une charité de saint Martin.
Le manoir de Dur-Écu des XVIe – XXe siècles est un logis avec deux tours d'angle et un donjon à mâchicoulis. Il est partiellement inscrit au titre des Monuments historiques par arrêté du 30 décembre 1982.
La villa de La Roche d'Airel, construite par René Levavasseur, surplombe la route de Landemer.
Boris Vian passe les vacances de sa jeunesse à Landemer[réf. nécessaire].